# Abadia de Lérins

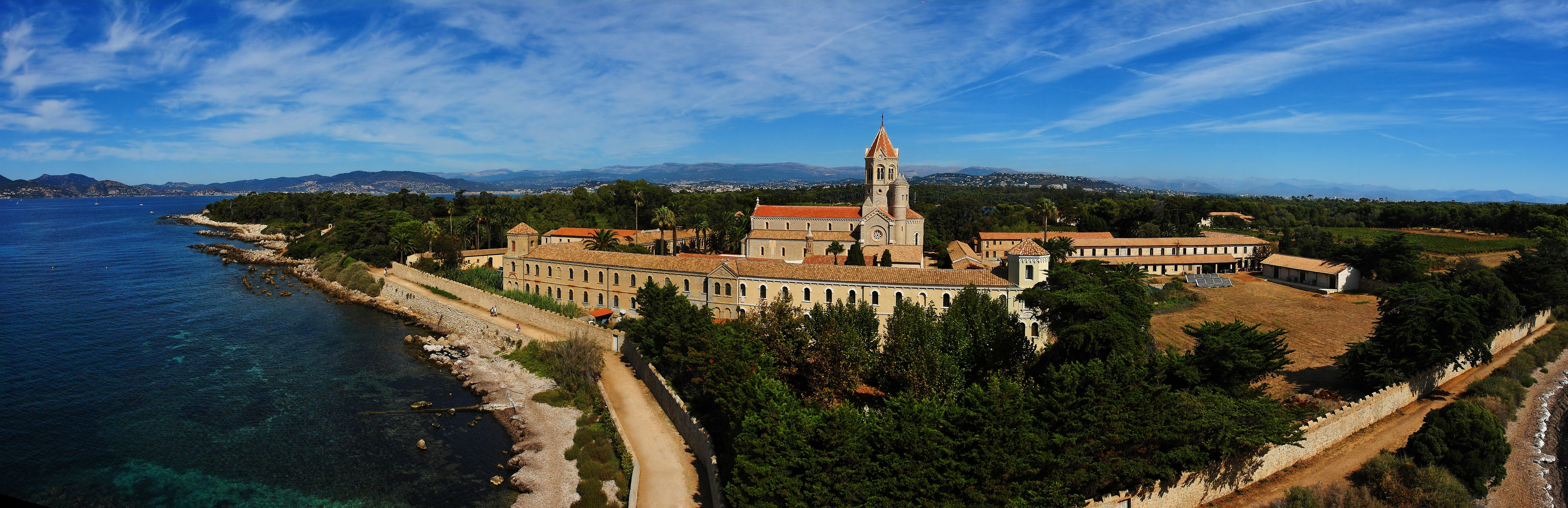
Igreja e mosteiro da Abadia de Lérins. Foto panorâmica tirada do mosteiro fortificado.

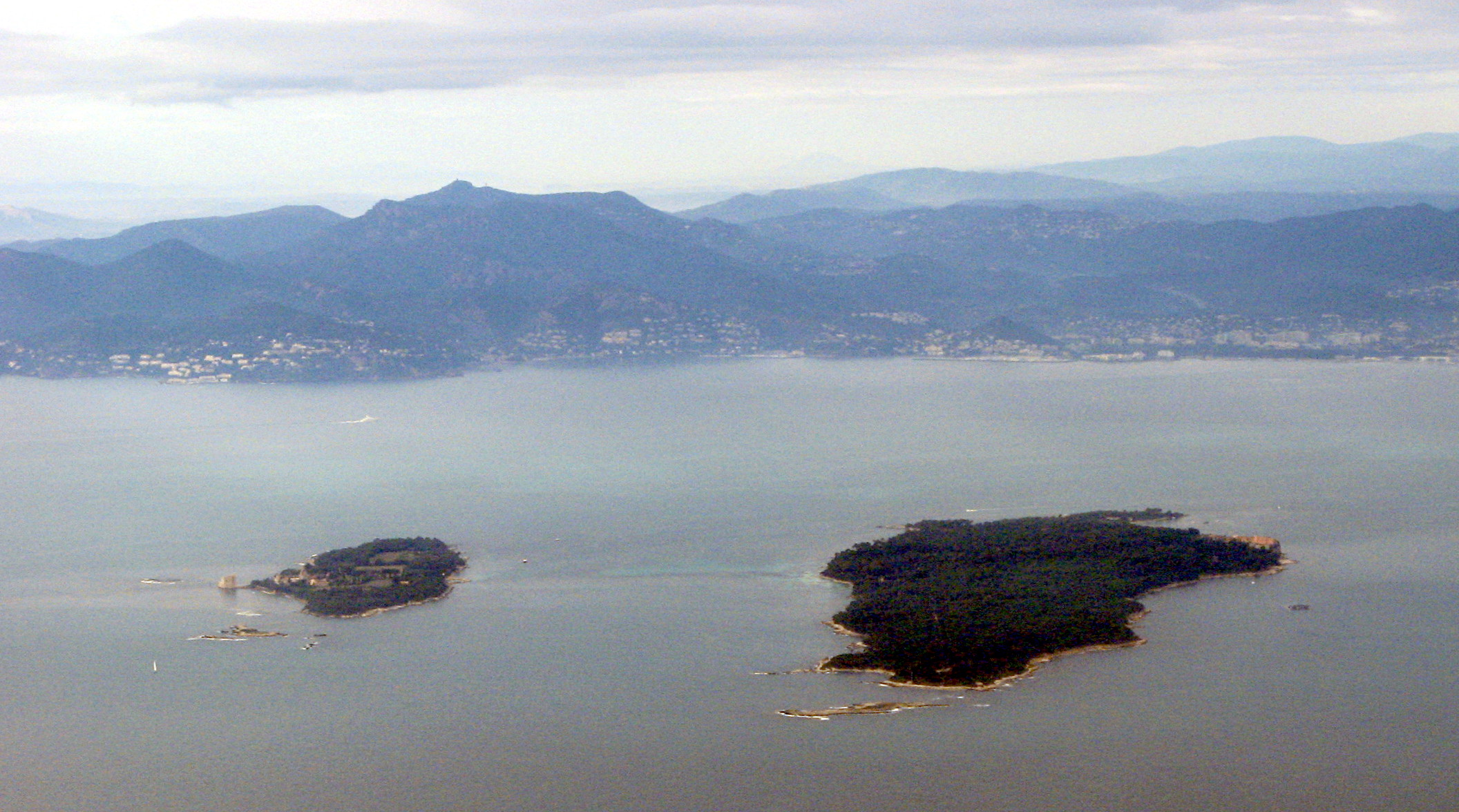
Ilhas Lérins com Saint-Honorat à esquerda

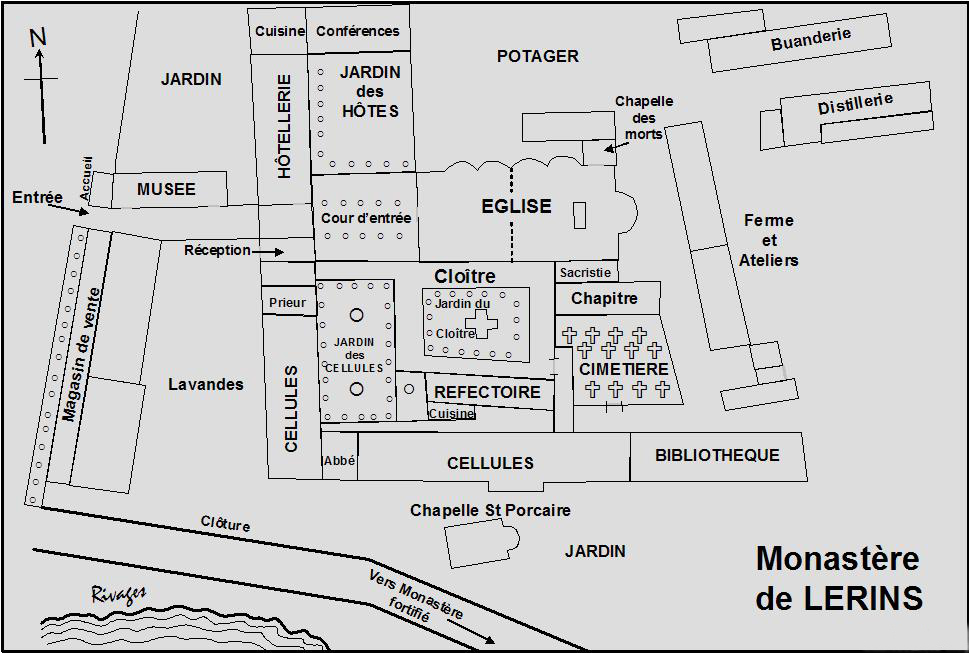
Plano da Abadia de Lérins.

Abadia de Lérins ( pronunciada(o) [leʁɛ̃]  ) é um mosteiro cisterciense na ilha de Saint-Honorat, uma das ilhas Lérins, na Riviera Francesa, com uma comunidade monástica ativa.
Existe uma comunidade monástica lá desde o século V. A construção dos atuais edifícios do mosteiro começou por volta de 1073. Hoje, os monges cultivam vinhedos e produzem vinho e licor.

## História

### Primeira fundação
A ilha, conhecida pelos romanos como Lerina, foi desabitada até Santo Honoratus, discípulo de um eremita local chamado Caprasius de Lérins, fundar um mosteiro nela em algum momento por volta do ano 410. Segundo a tradição, Honoratus fez sua casa na ilha com a intenção de viver como eremita, mas encontrou-se acompanhado por discípulos que formaram uma comunidade monástica ao seu redor. Eles vieram de todas as partes da Gália Romana e da Bretanha. João Cassiano tinha uma opinião alta e laços estreitos com o mosteiro dos Lérins.
Durante os séculos V, VI e VII, a influência exercida pela abadia foi considerável. Em 426, São Maximus foi eleito abade e permaneceu por sete anos até ser nomeado o primeiro líder documentado da antiga diocese de Riez. O segundo abade aumentou a fama do claustro por seus milagres e santidade. Há também uma tradição que São Patrício, santo padroeiro da Irlanda, estudou aqui no século V e, durante o século VI, São Quinídio era monge em Lérins.
A abadia forneceu três bispos para a diocese de Arles: o próprio Honoratus, seguido por Hilarius e Cesarius nos séculos quinto e sexto, respectivamente. Fausto, também monge de Lérins, sucedeu a Maximus como bispo de Riez.
Um dos autores mais famosos da Igreja, Vicente de Lérins, morou neste mosteiro no século V.
Santo Nazarius (Abade), décimo quarto abade de Lérins, provavelmente durante o reinado do Merovíngio Clotário II (584-629), atacou com sucesso os remanescentes do paganismo na costa sul da França, derrubou um santuário de Vênus perto Cannes, e fundou em um convento para mulheres, que foi destruído pelos sarracenos no século VIII.
Na década de 630, Santo Agrícola de Avignon era um monge aqui antes de ser chamado para se tornar bispo de Avignon.
Nos séculos seguintes, a vida monástica na ilha foi interrompida em várias ocasiões por ataques, principalmente atribuíveis aos sarracenos. Por volta de 732, muitas comunidades, incluindo o abade São Porcarius, foram massacradas na ilha por invasores. Dizem que muitos dos monges escaparam, porque Porcarius foi avisado do ataque por um anjo e os enviou para a segurança.

### Segunda fundação

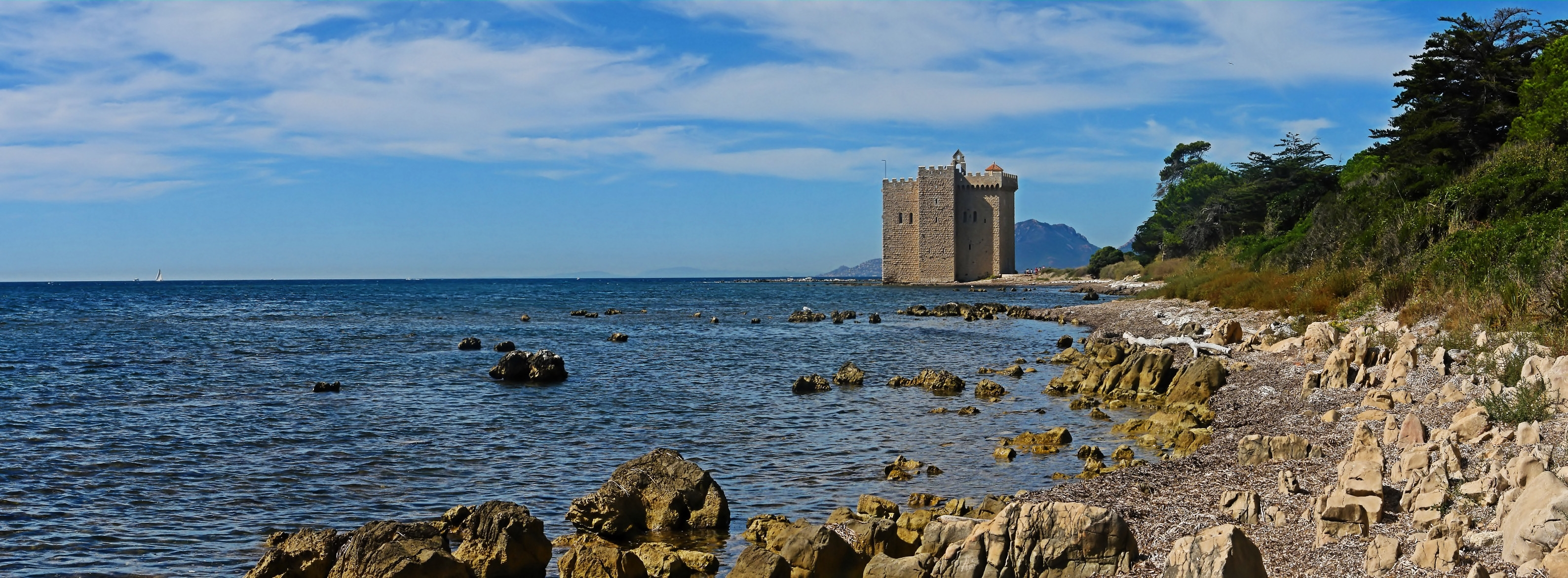
Vista panorâmica do mosteiro fortificado.

Durante a Idade Média, os monges foram obrigados a participar ativamente na defesa das costas contra incursões dos mouros da Argélia, e um mosteiro fortificado foi construído entre os séculos XI e XIV.
Nos tempos medievais, a ilha se tornou um local de peregrinação muito popular. Isso foi encorajado pelos escritos de Raymond Féraud, um monge que compôs uma vida mitológica de Honoratus.
A abadia era uma posição estratégica importante nos séculos XVI e XVII durante as guerras franco-espanholas. Em 1635, a ilha foi capturada pelos espanhóis e os monges foram expulsos. Eles retornaram do exílio em Vallauris dois anos depois, quando a ilha foi retomada pelos franceses. O mosteiro continuou a sofrer ataques espanhóis e genoveses. O número de monges diminuiu para quatro e, no clima pré-revolucionário da época, o mosteiro foi desestabilizado em 1787. Na Revolução Francesa, a ilha tornou-se propriedade do estado e foi vendida para uma rica atriz, Mademoiselle de Sainval, que viveu lá por vinte anos.

### Terceira fundação
Em 1859, a ilha foi comprada pelo bispo de Fréjus, que procurou restabelecer uma comunidade religiosa lá. Dez anos depois, uma comunidade cisterciense foi fundada, que permanece lá desde então. Os monges cultivam seus próprios vegetais e obtêm a maior parte de sua eletricidade dos inúmeros painéis solares. O festival anual da colheita da uva no início de setembro é um evento importante no calendário.